# Flores (singolo)
Flores è un singolo dei cantanti brasiliani Vitão e Luísa Sonza, pubblicato il 12 giugno 2020 come secondo estratto dalla prima raccolta di Luísa Sonza Só as brabas.

## Pubblicazione
Le speculazioni di una collaborazione sono iniziate il 7 giugno 2020 dopo che i due interpreti sono stati avvistati insieme a San Paolo due giorni prima. L'8 giugno 2020 Sonza ha dichiarato che un progetto insieme a Vitão sarebbe uscito a breve. L'11 giugno 2020 i due cantanti hanno pubblicato una foto ritraente loro stessi attraverso i social media, usando nell'occasione delle emoji di fiori rosa come didascalia.

## Video musicale
Il video musicale, reso disponibile in concomitanza con l'uscita del brano, è stato diretto da Bruno Trindade.

## Tracce
Testi e musiche di Vitão e Los Brasileros.
1. Flores – 2:35

## Formazione
Musicisti
- Vitão – voce
- Luísa Sonza – voce

Produzione
- Los Brasileros – produzione
- Carlos Freitas – mastering
- Marcelinho Ferraz – missaggio
- Dan Valbusa – registrazione
- Pedro Dash – registrazione
- André "Xerife" – assistenza alla registrazione, assistenza al missaggio, editing digitale
- Enrico Romano – editing digitale

## Classifiche

### Classifiche settimanali
| Classifica (2020) | Posizione massima |
| ----------------- | ----------------- |
| Brasile           | 2                 |
| Portogallo        | 18                |

### Classifiche di fine anno
| Classifica (2020) | Posizione |
| ----------------- | --------- |
| Portogallo        | 80        |